# Joseph Van Ingelgem
Joseph Van Ingelgem (Jette, 1912. január 23. – 1989. május 29.), belga válogatott labdarúgó.
A belga válogatott tagjaként részt vett az 1934-es világbajnokságon.

## Sikerei, díjai
Molenbeek
- Belga bajnok (2): 1936, 1937

## Külső hivatkozások
- Joseph Van Ingelgem adatlapja – eu-football.info